# III Liceum Ogólnokształcące im. Władysława Broniewskiego w Bytomiu
III Liceum Ogólnokształcące im. Władysława Broniewskiego w Bytomiu (Szkoła Ogólnokształcąca nr 3, pot. bytomski Cambridge) – polskie państwowe liceum ogólnokształcące, funkcjonowało w latach 1948–1988 w Bytomiu-Bobrku.

## Historia szkoły
We wrześniu 1945 roku powołano Publiczną Szkołę Powszechną nr 3 w budynku dawnej niemieckiej szkoły w Bobrku, wówczas odrębnej miejscowości. W 1948 roku placówkę przekształcono w Szkołę Ogólnokształcącą Stopnia Podstawowego i Licealnego nr 3 w Bobrku. Była to pierwsza szkoła średnia ulokowana w typowo robotniczej gminie Bobrek. W 1966 roku dokonano podziału placówki na III Liceum Ogólnokształcące im. Władysława Broniewskiego oraz Szkołę Podstawową nr 48. Obie szkoły pozostały w tym samym budynku, miały jednak odrębnych dyrektorów. We wrześniu 1974 roku szkoła podstawowa została przeniesiona do innego budynku przy ul. Konstytucji, a III liceum od tego czasu było jedynym podmiotem oświatowym w poniemieckim gmachu. W szkole pracowali m.in.: historyk Jan Drabina, uczył łaciny i historii i Elżbieta Pałęga, uczyła języka polskiego. 
W 1988 roku nie przeprowadzono naboru do klas pierwszych, a klasy drugie i trzecie przeniesiono do II Liceum Ogólnokształcącego im. Stefana Żeromskiego w Bytomiu, a szkoła została połączona z tymże liceum. Formalnie III LO istniało w ramach Zespołu Szkół Ogólnokształcących nr 1 w Bytomiu na osiedlu Arki Bożka do 2014 roku, a uchwała o jego wygaszeniu została podjęta w 2012 roku. 

## Historia budynku

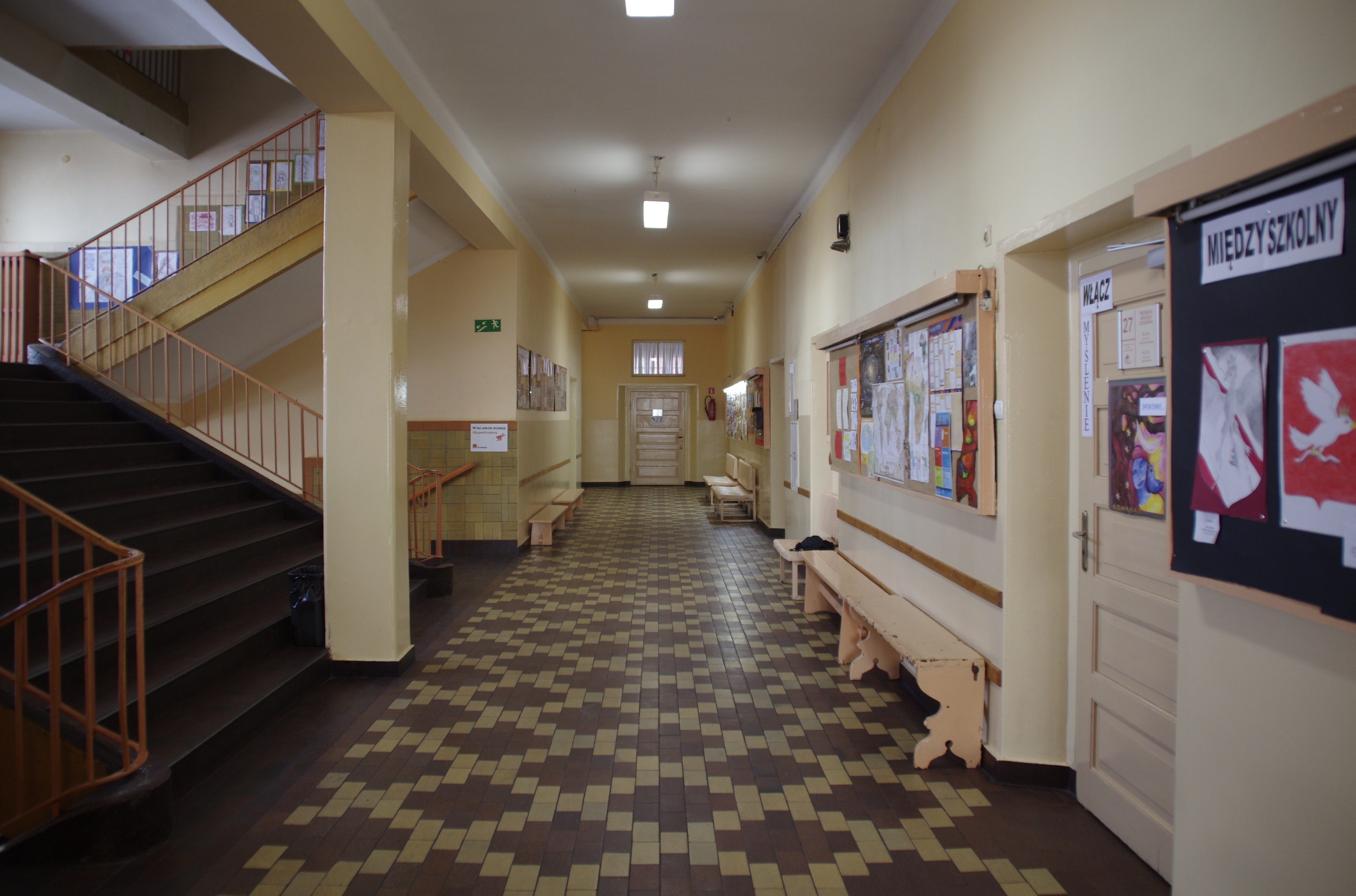
Korytarz na 2. piętrze budynku szkoły (2019)

Budynek, w którym mieściło się liceum wzniesiono w latach 1920–1922 w stylu modernizmu na potrzeby niemieckiej szkoły publicznej. Gmach szkoły wraz z salą gimnastyczną został wpisany do Gminnej Ewidencji Zabytków Bytomia. Od 1 września 1988 roku budynek jest siedzibą Szkoły Podstawowej nr 16 im. Marii Konopnickiej.

## Absolwenci
- Franciszek Drenda[12] – ksiądz rzymskokatolicki, pierwszy proboszcz parafii Najświętszego Serca Pana Jezusa w Kluczborku[13]
- Zbigniew Farmus[14] – doradca Romualda Szeremietiewa w Ministerstwie Obrony Narodowej
- Jan Kopiec – biskup rzymskokatolicki[15]
- Bernard Polok – duchowny rzymskokatolicki, doktor nauk teologicznych, adiunkt na Uniwersytecie Opolskim[16][17]
- Szczepan Wardenga[18] – duchowny rzymskokatolicki, proboszcz parafii św. Piotra i Pawła w Grzędzinie[19]
- Edward Wieczorek[20] – publicysta, przewodnik turystyczny, autor publikacji turystyczno-krajoznawczych[7][21]
- Jerzy Wielkoszyński[22] – lekarz
- Zygmunt Brachmański[23] – rzeźbiarz i medalier